# Potentilla stipularis
Potentilla stipularis — вид трав'янистих рослин родини Розові (Rosaceae), поширений на півночі Північної Америки та Євразії.

## Таксономічні примітки
Potentilla stipularis на Алясці є продовженням діапазону поширення з Азії. Зразки зі східної та північно-східної Ґренландії відрізняються від азійських та аляскинських переважно кількісними особливостями: 9–11 листових фрагментів, 7–11 зубчиків на один фрагмент. Ґренландські рослини вважаються високоарктичним екотипом.

## Опис
Стебла (0.2)1–2.5(3.5) дм. Листя: базальне листя 3–7(10) см; листових фрагментів 7–11, зубчиків 1–2(5) на кожен бік; черешок 2–5(7.5) см, волоски відсутні або розріджені на листках і черешку, нижня поверхня від блідо-зеленого до червонуватого, верхня поверхня зелена чи червонувата; стеблових листків 1–3.
Суцвіття 2–5-квіткові. Квітоніжка 1–3 см у квітці, проксимальна до 6 см. Квіти: чашолистки 4–6 мм, вершини гострі; пелюстки (4)6–8 × 4–6 мм; пиляки 0.4–0.6 мм. Сім'янки 1.1–1.3 мм, гладкі.

## Поширення
Північна Америка: Ґренландія, Аляска — США; Азія: Сибір, Далекий Схід; Європа: північноєвропейська Росія. Населяє трав'яні луки, аллювіальні луки, відкриті чагарники, тундру; 10–600 м.